# Cranbrook (Devon)
Cranbrook – miasto w Anglii, w hrabstwie Devon, w dystrykcie East Devon.